# Jacquemontia floribunda
Jacquemontia floribunda är en vindeväxtart som först beskrevs av Carl Sigismund Kunth, och fick sitt nu gällande namn av Hallier f. Jacquemontia floribunda ingår i släktet Jacquemontia och familjen vindeväxter. Inga underarter finns listade i Catalogue of Life.